# Туман (фильм, 2010)
«Туман» — российский фантастический телефильм о «попаданцах», премьера которого состоялась 9 мая 2010 года.
Продюсерами фильма выступили Вячеслав Муругов и Резо Гигинеишвили, а сценаристом — Леонид Купридо. Со 2 по 6 мая 2011 года была показана полная версия фильма в виде четырёх серий.

## Сюжет
Во время марш-броска трое солдат российской армии решают сократить путь, выходят на дорогу и останавливают автобус с ветеранами Великой Отечественной войны. Из-за случившегося ветераны опаздывают на мероприятие. В наказание всё отделение отправляется во внеплановый марш-бросок с последующим выходом на боевые стрельбы.
Один из бойцов предлагает срезать два километра по болоту. При переходе на болото опускается загадочный туман, при выходе из которого бойцы попадают в 19 сентября 1941 года (деревню, которой уже нет на карте). Перед ними появляются солдаты Вермахта на мотоциклах, и, заметив их, открывают огонь, которым сразу же смертельно ранят их командира взвода. Бойцы, сначала решившие, что снимается кино, не понимают, что происходит, но постепенно догадываются, что попали в 1941 год. Они решают прорываться к линии фронта и один за другим погибают в стычках с немцами. Ситуация осложняется тем, что рядовые Рюмин и Валеев попадают в плен, а один из автоматов АК-74 достается как трофей немцам. Чтобы освободить своих из плена, а также не позволить немцам завладеть «вундерваффе» — «калашниковым» (из опасения, что немцы могли бы изменить историю войны, использовав его для вооружения Вермахта), остающиеся на свободе бойцы решаются на отчаянные действия.
В конце фильма последний оставшийся в живых из десяти бойцов, убегая от преследующих его немцев, опять входит в туман и выходит из него уже в наше время, где его ждут живые и невредимые сослуживцы. После происшедшего все они сильно внутренне изменились в лучшую сторону. Заканчивается фильм кадрами, где отделение стоит на параде и приветствует ветеранов уже с полным пониманием и уважением к их подвигу.

## В ролях
- Игорь Шмаков — сержант Пётр Силантьев («Патрон»), возглавил отделение после смерти Корзуна, единственный выживший. Прозвище получил за то, что носил в качестве талисмана патрон от АК-74, использованный во время действия фильма в прошлом.
- Василий Ракша — рядовой Павел Рюмин, последний погибший. Погиб, прикрывая «Патрона».
- Артём Крестников — рядовой Сергей Валеев («Фанат»), восьмой погибший, футбольный хулиган (за что и получил прозвище). Погиб, прикрывая «Патрона» и Рюмина во время окончательного захвата АК-74.
- Григорий Калинин — рядовой Максим Завадский («Ферштейн»), седьмой погибший, хорошо знает немецкий (за что и получил прозвище). Убит во время операции по спасению «Фаната», Рюмина и захвата АК-74.
- Алексей Марков — рядовой Дмитрий Борщов («Яндекс»), шестой погибший, знаток оружия, до попадания в прошлое черпал информацию из интернета (за что получил прозвище). Убит во время нападения немцев на партизанский отряд.
- Иван Лапин — рядовой Борис Михновец, пятый погибший, умер в тумане, когда собирался выйти через него.
- Илья Глинников — рядовой Антон Чирко («Бабник»), четвёртый погибший, бабник (за что и получил прозвище). Убит немцем Михаэлем, убившим «Муху» и «Артиста», во время операции по выманиванию немцев из деревни.
- Родион Галюченко — рядовой Мухин («Муха»), третий погибший. Убит пленным немцем Михаэлем, убившим «Артиста».
- Дмитрий Сергин — рядовой Владимир Миронов («Артист»), второй погибший, именно из-за него объявили марш-бросок. Был убит, когда спасал остальных во время столкновения с немцами.
- Алексей Ильин — старший лейтенант Корзун, первый погибший. Убит во время марш-броска при первом столкновении с немцами.
- Светлана Устинова — Настя, девушка «Бабника» в 1941 году, погибла во время сожжения деревни.
- Анастасия Безбородова — Катерина, боец партизанского отряда. Убита во время встречи со своей лошадью, ранее захваченной немцами.
- Евгений Куршинский — Иван Никанорович Гордеев, командир партизанского отряда. Убит в немецком плену предателем Глуховым.

## Съёмки
- Съемки проходили в Крыму в лесу под Севастополем, партизанский лагерь построили на Ай-Петри.[1]
- Туман, сквозь который герои попадают в прошлое, создавался пиротехниками. Из-за него у съёмочной группы слезились глаза и было трудно дышать[2].
- Немецких солдат озвучивали немецкие актёры и историки, используя немецкий язык, на котором говорили во времена Второй Мировой войны[2].